# Залесский, Адам Владиславович
Залесский Адам Владиславович (2 августа 1886, Орёл — 12 июля 1926, Лидский район) - русский, советский и польский военный лётчик, участник Первой Мировой, Гражданской и Польско-Советской войны, капитан Русской Императорской армии, полковник польской армии, командир 1-й Боевой Авиационной Группы (БАГ) Юго-Западного фронта РИА, лётчик 8-го корпусного авиаотряда в РККА, командующий полевой авиацией Польской армии, кавалер многих боевых орденов.

## Биография
Родился 2 (14) августа 1886 года в Орле в дворянской семье. Отец Владислав Залесский, мать Михалина Михайловна Залесская. Окончил в 1904 году Московский кадетский корпус, затем - Константиновское артиллерийское училище. В 1913 году по личному прошению переведен в авиацию. Окончил теоретические авиационные курсы при Петербургском политехническом институте (ЦГИА СПб, ф. 478, оп. 7, д. 4, стр. 1 - 5). Обучение полётам проходил в Севастопольской авиационной школе, удостоен звания «военный лётчик». С декабря 1913 года служил в городе Лида командиром 2-го корпусного авиационного отряда. 
В этой же должности начал Первую мировую войну. Зарекомендовал себя прекрасным пилотом и умелым командиром, в результате чего именно штабс-капитану Адаму Залесскому было поручено возглавить 1-ю Особую боевую авиационную группу, созданную впервые в Российской армии на Юго-Западном фронте. Идея «решительного сосредоточения воздушных сил на важнейшем оперативном направлении» принадлежала генералу А.А. Брусилову. В состав 1-й группы входили 2-й, 4-й и 19-й корпусные авиаотряды, укомплектованные скоростными двухмоторными самолётами «Ньюпор-XXII», «Ньюпор-XXIII», «Спад», «Моран-Монокок», оснащенными пулемётами с синхронизаторами для ведения огня через вращающийся винт. Создание истребительных авиагрупп явилось совершенно новым этапом в развитии авиации действующей армии и широко использовалось не только в Первой, но и во Второй мировой войне. Только за сентябрь 1916 года БАГ под командованием А. Залесского совершила 88 боевых вылетов и 40 успешных воздушных боёв. А всего с июля 1916 по октябрь 1917 года подобные истребительные отряды уничтожили более 200 вражеских самолётов.  
После Октябрьского переворота Адам Залесский добровольно вступил в Военно-воздушный флот РККА, служил лётчиком в 8-м корпусном авиационном отряде. В мае 1919 года без объявления причин уволен в запас. В том же году эмигрировал в Польшу, где сразу же был назначен на должность командующего полевой авиацией Польских вооружённых сил, где в последствии получил звание полковника. Участник Польско-Советской войны. Командовал авиацией при обороне Варшавы. После окончания войны командовал Мокотовским аэродромом в Варшаве. С марта 1922 года - заместитель командира 2-го авиационного Краковского полка, затем (с 1925 года) - 11-го истребительного полка. 
Погиб 12 июля 1926 года в авиационной катастрофе, исполняя фигуры высшего пилотажа над имением Кирьяновцы в нынешнем Лидском районе Гродненской области. Самолёт сорвался в штопор, из которого лётчик выйти не сумел.
Все боевые награды Адама Залесского были конфискованы Особым Отделом МЧК во время обыска и ареста его сестры Елены Владиславовны Маджугинской-Залесской в ночь с 1 на 2 июня 1920 года в Москве.